# Wilhelm Mussehl
Wilhelm Christian Ludwig Mussehl, in den USA William Mussehl (* 3. Dezember 1803 in Lübbersdorf; † 16. April 1889 in Newark (New Jersey)) war ein deutsch-amerikanischer lutherischer Theologe, Pastor, Naturforscher, Mitglied der Mecklenburgischen Abgeordnetenversammlung und Journalist.

## Leben
Wilhelm Mussehl war ein Sohn des Gutsinspektors Johann Christoph Mussehl. Er besuchte die Gelehrtenschule in Friedland (Mecklenburg) und studierte Evangelische Theologie an den Universitäten Greifswald und Halle. Nach Abschluss seines Studiums wurde er zunächst Hauslehrer in Brunn (Mecklenburg). 1830 wurde er zum Pastor in Kotelow berufen. Hier entwickelte er eine umfangreiche Tätigkeit, die auf die Verbesserung der Lebensverhältnisse der dörflichen Bevölkerung gerichtet war: er gründete eine Volksbibliothek und interessierte sich für Insektenkunde, Bienenzucht und Gartenbau. 1835 gründete er das Pracktische Wochenblatt für Land- und Hauswirtschaft, Gewerbe und Handel, das bis 1867 in Neubrandenburg erschien. Seine reichhaltige Schmetterlings-Sammlung wurde beim Brand des Pfarrhauses 1839 vernichtet.
1848 wurde er im Wahlbezirk Mecklenburg-Strelitz/Stargardischer Kreis 11: Friedland zum Mitglied der Mecklenburgischen Abgeordnetenversammlung gewählt. Dort schloss er sich der Fraktion (linkes) Centrum an und wurde in den volkswirtschaftlichen Ausschuss gewählt. Im April 1849 schied er aus; an seine Stelle trat ab dem 13. April der Tuchmachermeister Michaelis aus Friedland.
Nach dem Zusammenbruch der demokratischen Bestrebungen musste er 1852 sein Amt niederlegen. Er erwarb, zusammen mit seinem Schwiegersohn, dem Gymnasiallehrer Johann Arndt (1818–1875), die Güter Wissulke (bei Schneidemühl), Lubbin (bei Bütow) und Kriefkohl (bei Hohenstein). 1855 wanderte er in die USA aus. Die Kinder Mathilde und Otto folgten 1856; seine Frau Pauline, geb. Runge (1807–1887), eine Nichte von Philipp Otto Runge und Cousine von Adolph Runge, Daniel Runge und Wilhelm Runge, die auch alle auswanderten, folgte ihm erst 1863 mit den restlichen Kindern Marie, Betty, Rudolf, Henrike und Johann nach New York City, danach auch Hermann und Carl. Die Tochter Pauline Arndt kam 1875 nach dem Tod ihres Mannes nach.
Ab 1862 nahm er mit drei seiner Söhne als Freiwilliger am Amerikanischen Bürgerkrieg teil. Er diente im 68. Regiment der New York Infantry als Feldgeistlicher im Stab von Felix zu Salm-Salm. Am 30. November 1865 wurde das Regiment aufgelöst.
Mussehl war anschließend als Lehrer in College Point und ab 1867 als Journalist in Hoboken für die New Jersey Volks-Zeitung, das Hoboken-Journal und Beobachter am Passaic tätig. 1869 bezeichnet er sich als Lehrer der alten und neueren Sprachen.
Als er 1889 starb, hinterließ er 10 Kinder, 30 Enkel und 5 Urenkel. Seine Leiche wurde, wie Georg Krüger vermerkt, im Krematorium verbrannt.

## Dedikationsnamen
Nach Mussehl ist eine britische Schmetterlingsart Conchylida Argyrolepia Musseliana benannt.

## Werke
- (Übers. von Thomas Nutt) Anweisung zur Lüftungs-Bienenzucht, oder neue und menschliche Methode der Bienenpflege, wodurch das Leben der Bienen erhalten und Honig der besten Art in der größten Menge mit leichter Mühe gewonnen wird : Nebst einer Naturgeschichte der Bienen. Dümmler, Neustrelitz 1834

2., stark vermehrte und mit Abbildungen versehene Auflage. Dümmler, Neustrelitz 1837 (Digitalisat)
3. Auflage unter dem Titel: Vollständige Anweisung zur Bienenzucht nach der Nuttschen Lüftungsmethode. Brünslow, Neubrandenburg 1844
- Bericht über die Einträglichkeit der Lüftungs-Bienenzucht : nebst Mittheilung wichtiger Erfahrungen in derselben und Beschreibung eines vereinfachten und verbesserten Flügelstockes; (Eine unentbehrliche Zugabe des Verfassers "Anweisung zur Lüftungs-Bienenzucht nach Nutt"). Dümmler, Neustrelitz 1835
- (Hrsg.) Anweisung für Damen, das Landleben zweckmäßig, wirthschaftlich und elegant einzurichten und verständig zu genießen / aus dem Englischen übersetzt von L. Lehnert. Brünslow, Neubrandenburg 1846
- Verzeichniss und Erklärung amerikanischer historischer, geographischer und politischer Bei-, Spitz- und Spott-namen. (Surnames and nicknames) Hoboken, N.J.: H. D. Gerdts 1869